# Serdobskij rajon
Il Serdobskij rajon (in russo Сердобский район?) è un rajon dell'Oblast' di Penza, nella Russia europea, il cui capoluogo è Serdobsk. Istituito nel 1928, ricopre una superficie di 1.695 chilometri quadrati.